# Anadarko Petroleum Corporation
Anadarko Petroleum Corporation (NYSE: APC) è una delle più grandi società petrolifere e di gas al mondo con una produzione 2,5 miliardi di barili (BOE) di riserve e una vendita annuale di 248 milioni di BOE (31 dicembre 2011).
Anadarko ha 4000 dipendenti.
La compagnia ha sede a The Woodlands, Contea di SPD Montgomery in Texas (Stati Uniti).
Anadarko storicamente era una filiale di Panhandle Eastern Corporation (esistita dal 1928 al 1993) che fu acquisita da Southern Union Company. Nacque poi indipendentemente nel 1959 con la scoperta di gas naturale nella depressione di Anadarko